# Hsin Ting
Hsin Ting  (chinês: 心定和尚, pinyin: Xīndìng Héshàng) (Condado de Yunlin, 2 de fevereiro de 1944) é um monge budista venerável mestre da ordem Fo Guang Shan e foi o abade geral do Monastério de Fo Guang Shan em Taiwan.
Como abade da ordem esteve presente na inauguração do templo budista Fo Guang Shan de Paris localizado no subúrbio de Bussy-Saint-Georges.
Ele nasceu em uma família de fazendeiros e cresceu em Taiwan. Foi ordenado monge em 1969. Hsin Ting se formou no Eastern Buddhist College em Taiwan e no India Research Institute da Chinese Cultural University. Ele obteve o seu doutorado  em 1998 na Universidade do Ocidente em Rosemead, Califórnia. É um cidadão norte-americano.